# The Tournament
The Tournament (bra: Vingança entre Assassinos; prt: O Torneio) é um filme independente de ação e suspense britânico de 2009, marcando a estréia na direção de Scott Mann. O filme foi concebido por Jonathan Frank e Nick Rowntree enquanto estava na Universidade de Teesside com Mann. O roteiro foi escrito por Gary Young, Jonathan Frank e Nick Rowntree.
The Tournament foi parcialmente filmado na Bulgária e em vários locais ao redor do norte da Inglaterra (onde o filme se passa) e Merseyside. O filme é estrelado por Robert Carlyle, Ving Rhames, Kelly Hu, Sébastien Foucan, Liam Cunningham, Scott Adkins, Camilla Power e Ian Somerhalder. O filme recebeu financiamento adicional internacional, de Sherezade Film Development, Storitel Production e outros, rendendo ao filme um orçamento de pouco menos de £4,000,000, e o filme também apresenta um renomado elenco internacional.
No entanto, vários problemas envolvendo produção, finanças (o orçamento acabou duas vezes) e garantia de um distribuidor fizeram com que o filme só fosse lançado dois anos após as filmagens, no final de 2009.

## Sinopse
Um grupo dos homens mais ricos e poderosos do mundo, que estão ligados a agências de aplicação da lei e submundos do crime, e que também controlam a mídia internacional com seus bilhões, criaram o entretenimento definitivo para si mesmos, simplesmente referido como "O Torneio", que ocorre em intervalos de sete ou dez anos em um local não especificado, geralmente uma grande cidade.
Os "competidores" são voluntários, mas devido à natureza do torneio são alguns dos indivíduos mais difíceis ou mais loucos do planeta. Eles devem matar e apenas o último combatente sobrevivente ganhará o prêmio em dinheiro de £10 milhões oferecido por William Randolph Hearst. Os homens e mulheres que comandam o torneio não apenas o veem como entretenimento, mas também apostam altas apostas no resultado como um grande torneio de jogo, servindo de fonte de emoção também para os milionários.
Para cada torneio, os combatentes são selecionados entre as forças especiais do mundo, atletas, assassinos em série, assassinos contratados treinados. O último combatente de pé recebe não apenas o prêmio em dinheiro, mas também a glória e a reputação de ter o título de Número 1 do Mundo, e que por si só carrega o lendário preço de matança de "um milhão de dólares a bala". Cada um dos competidores carrega um dispositivo de rastreamento, embutido sob sua pele, permitindo que os observadores monitorem seus movimentos e os competidores rastreiem uns aos outros. O torneio dura vinte e quatro horas e, se ninguém ganhar, os dispositivos de rastreamento explodirão.
O caos que ocorre é informado como desastres naturais, ultrajes terroristas, acidentes ou reduzido a violências cometidas por homens loucos solitários. As desavisadas cidades onde o torneio acontece são selecionadas aleatoriamente e o público nunca sabe de sua existência. Este ano, o mais recente torneio chegou ao Middlesbrough, uma cidade no Reino Unido - o país com a vigilância em massa prevalece mais no mundo para que os eventos do torneio pode ser facilmente seguidos e registrados através do sempre presente CCTV bem como vigilância por satélite. Também atrapalham as comunicações dos serviços de emergência, assumindo por completo a infraestrutura eletrônica, e o cenário está montado.
O Torneio atual torna-se complexo devido às ações dos organizadores e competidores. Não só Joshua Harlow, o vencedor do último torneio, foi convencido a voltar porque sua esposa foi assassinada e ele foi informado de que o assassino está no torneio, mas outro competidor, o francês Anton Bogart, conseguiu remover seu chip de rastreamento, caindo em uma xícara de café bem a tempo para o padre Joseph MacAvoy, um padre que luta contra o alcoolismo e uma crise de fé, bebê-lo. Com sua única aliada assassina Lai Lai Zhen, tentando escapar do jogo após sua última morte, MacAvoy deve correr para sobreviver antes que o tempo acabe.
Joshua Harlow descobre no decorrer do filme quem assassinou sua esposa. Foi Lai Lai Zhen, que havia sido encomendada pelo organizador, Powers, com a decisão de Zhen de "se aposentar" se ela ganhasse o torneio, devido ao conhecimento de que a esposa de Harlow era o primeiro alvo que ela tinha e que genuinamente não sabia por que alguém iria querer ela morta. Removendo o rastreador de Zhen enquanto os dois estão fora da câmera, Harlow confronta Powers e descobre que ele matou a esposa de Harlow para provocar Harlow a retornar ao torneio, argumentando que ele era o tipo de homem que 'deveria' morrer no campo de batalha. Tendo recebido sua resposta, Harlow força o rastreador de Zhen na garganta de Powers, explodindo os dois no meio da sala de conferências dos milionários assistindo. Lai Lai Zhen e o Padre MacAvoy são os únicos sobreviventes do jogo.

## Elenco
- Robert Carlyle como padre Joseph MacAvoy
- Kelly Hu como Lai Lai Zhen
- Ian Somerhalder como Miles Slade
- Liam Cunningham como Mr Powers
- Ving Rhames como Joshua Harlow
- Sébastien Foucan como Anton Bogart
- Scott Adkins como Yuri Petrov
- Andy Nyman como Tech Eddie
- Iddo Goldberg como Tech Rob
- Craig Conway como Steve Tomko
- John Lynch como Gene Walker
- J.J. Perry como Montoya
- Camilla Power como Sarah Hunter
- Nick Rowntree como Eddy Cusack
- Rachel Grant como Lina Sophia
- Bashar Rahal como Asaf
- Dustin Ingle como Bill Gaytes
- Eric Macharia como traficante africano
- Malcolm Embree como William Randolph Hearst

## Produção
Em julho de 2007, a Entertainment Film Distributors adquiriu os direitos do Reino Unido para distribuir The Tournament, do diretor estreante Scott Mann. As filmagens começaram na Bulgária em 11 de julho de 2007. The Tournament também foi filmado no Reino Unido em Manchester e em Teesside, na cidade de Middlesbrough e arredores, incluindo Newton Aycliffe e Billingham. As cenas no telhado são filmadas na cidade St.Helens. Como a maioria dos filmes independentes, The Tournament não foi sem dificuldades. Apesar de ficar sem dinheiro duas vezes, uma vez que deixou o diretor preso na Bulgária, ele acabou conseguindo financiamento suficiente para terminar as filmagens completamente e, finalmente, concluir a pós-produção.
O filme foi escolhido para abrir o Screamfest Horror Film Festival no Mann's Chinese Theatre em 16 de outubro de 2009.

## Trilha sonora
Laura Karpman compôs a trilha musical, com música adicional de George Acogny, John Hunter e James Edward Barker. O filme também continha músicas de: Ruth Jacott, Fabian "R-CANE" Schlosser, Kevin Hissink e El Rod.